# ジミナゼン
ジミナゼン（英:diminazene）とは動物用医薬品で抗ピロプラズマ薬のひとつ。ジミナゼン類の代表的薬物。CAS登録番号は [536-71-0]。2個のアミジン構造と、1個のトリアゼン構造を持つ。作用機序は原虫の嫌気的解糖を阻害することによるとされる。獣医学領域においてウシのBabesia ovata、イヌのBabesia gibsoniに有効であるが、反復投与によりウシにおいては脂肪変性、イヌにおいては神経症状や出血といった副作用が生じる。その他のジミナゼン類の化合物としてはイミドカルブなどがある。